# ボローニャモーターショー
ボローニャ・モーターショー（Bologna Show）は、イタリア・ボローニャで開催されるモーターショー。OICA（国際自動車工業連合会）によって国際自動車展示会に認定されている。

## 2007年
12月5日（一般公開は12月7日から）から12月16日まで開催。
出展車種：
- アルファロメオ・147ドゥカティ
- アウディ・A3カブリオレ
- フォード・フォーカススタイルワゴン・フェイスリフト
- シトロエン・ニモ・コンチェット・コンセプト
- ハマー・H3ブラックエディション
- ヒュンダイ・i10
- マヒンドラ・ゴアGLX 2.5 CRDe 6座（欧州初公開）
- マヒンドラ・ボレロ・ピックアップ 2.5 CRDe ユーロ4 シングルキャビン（欧州初公開）
- マヒンドラ・ゴアDX ユーロ4（欧州初公開）
- マツダ5・フェイスリフト
- 三菱・ランサーエボリューションX（欧州初公開）
- オペル・ザフィーラ・フェイスリフト
- プジョー・ビッパー・ティピー・コンセプト
- ポルシェ・ボクスターRS60スパイダー
- ルノー・モデュス・フェイスリフト
- ルノー・グランモデュス
- 双環・バブル（欧州初公開）
- スバル・インプレッサSTI N14 by プロドライブ
- スバル・インプレッサ 2.5 STI AWD（欧州初公開）
- タタ・エース・エレクトリック
- タタ・エレガント・コンセプト（欧州初公開）

## 2006年
12月5日から12月17日まで開催。
出展車種：
- シボレー・ラセッティ・ディーゼル
- DR3&DR5
- フォード・C-MAXフェイスリフト
- 吉奥・猛将旅（欧州初公開）
- 吉奥・凱旋（欧州初公開）
- グレートウォール・ホーバーπ（欧州初公開）
- ランボルギーニ・ムルシエラゴLP640ロードスター（欧州初公開）
- マセラティ・MC12コルサ
- オペル・アストラ2007年モデル
- 双環・CEO（欧州初公開）
- シュコダ・ルームスター・スカウト
- スマート・フォーツー
- サンヨン・アクティオンスポーツ SUT（欧州初公開）
- タタ・インディカ 1.4 DICOR 16v
- タタ・インディゴSW 1.4 DICOR 16v
- タタ・サファリ 2.2 DICOR
- タタ・TLスプリント
- トヨタ・オーリス（欧州初公開）
- フォルクスワーゲン・クロストゥーラン